# Fiberoskop

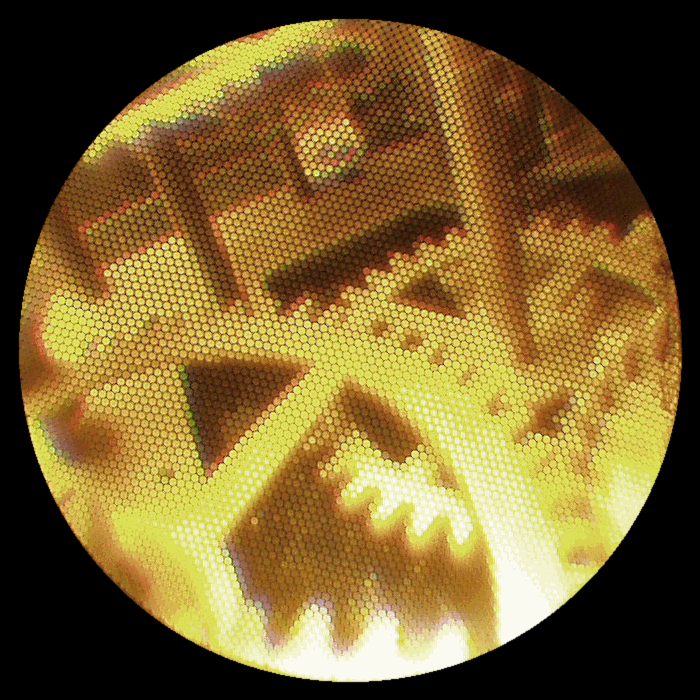
Fiberoskop o niskiej rozdzielczości ukazujący fragment mechanizmu starego zegara. Można rozróżnić fragmenty obrazu przesyłane przez pojedyncze włókna (każde przesyła jeden kolor).

Fiberoskop – aparat służący do oglądania trudno dostępnych miejsc. Fiberoskop zbudowany jest z półsztywnego kabla światłowodowego oraz źródła światła. Najczęściej końcówka fiberoskopu daje możliwość kontrolowanej artykulacji w wielu płaszczyznach, co pozwala na skierowanie fiberoskopu w pożądanym kierunku.

## Zastosowanie w medycynie
Fiberoskop umożliwia przeprowadzanie badań wnętrza organizmu po wprowadzeniu do naturalnych przewodów lub jam ciała. Aparat może być zaopatrzony w urządzenie, umożliwiające pobieranie wycinków tkanek do badania histopatologicznego, może również posiadać wewnętrzny kanał służący do odsysania i płukania badanego obszaru. W zależności od dziedziny w której są wykorzystywane fiberoskopy mogą różnić się wielkością, zakresem ruchu końcówki, liczbą kanałów operacyjnych. Istnieją też pewne różnice w ich sterowaniu. Jego stosowanie umożliwia małoinwazyjne badanie wnętrza ciała znacząco poszerzając możliwości (głównie diagnostyczne, ale także terapeutyczne) medycyny. Dzięki rozwojowi systemów optycznych fiberoskopy uzyskują coraz lepszą jakość obrazu przy ograniczonych rozmiarach instrumentu.
Fiberoskopy nie są jednorazowe, natomiast po każdym użyciu są czyszczone i odkażane.

## Zastosowanie
- Gastroskopia
- Kolonoskopia
- Bronchofiberoskopia
- diagnostyka urządzeń mechanicznych